# Jakub Piepes
Jakub Piepes, później Piepes-Poratyński (ur. 4 kwietnia 1846 we Lwowie, zm. 19 października 1904 w Wiedniu) – polski aptekarz, ekonomista, poseł do austriackiego parlamentu.

## Życiorys
Urodził się we Lwowie, jako syn Samuela Piepesa, aptekarza. Po zakończeniu nauki w gimnazjum rozpoczął pracę w należącej do Zygmunta Ruckera aptece „Pod Srebrnym Orłem”. W lutym 1863 roku złożył egzamin tyroncjalny. Przez dwa lata studiował farmację na Uniwersytecie Lwowskim, by 24 lipca 1866 roku uzyskać dyplom magistra farmacji.
Do 1873 roku zarządzał należącą do Adolfa Berlinera apteką „Pod Złotym Lwem”, a następnie ją dzierżawił. Według Szematyzmów Królestwa Galicji i Lodomerii z Wielkim Księstwem Krakowskim w 1874 roku stał się właścicielem jednej z najstarszych lwowskich aptek, „Pod Węgierską Koroną”, którą zakupił od Ludwika Ebenbergera. Prowadził intensywną działalność w środowisku aptekarskim. Spisał status Wydziału Wschodniego Galicyjskiego Towarzystwa Aptekarskiego we Lwowie, którego był również założycielem w 1869 roku, a w 1900 roku został jego członkiem honorowym. Był także prezesem Koła Aptekarzy we Lwowie. W 1876 ze związku z Józefą z Munków urodził się jego syn, Jan Poratyński, lwowski działacz społeczny, który także został farmaceutą i przejął prowadzenie „Apteki Pod Węgierską Koroną”. Córką Jakuba była Natalia, która została żoną lekarza Stefana Schoengut-Strzemieńskiego.
W 1884 roku Jakub Piepes został cenzorem Banku Austro-Węgierskiego, pracował także dla Banku Krajowego, Galicyjskiej Kasy Oszczędności, był prezesem Rady Nadzorczej Związku Kredytowego. Przez 6 lat pełnił funkcję dyrektora Galicyjskiego Towarzystwa Zaliczkowego. Był członkiem wielu towarzystw, m.in.: Rad Nadzorczych Galicyjskiego Towarzystwa Akcyjnego dla Rafinerii Spirytusu, Towarzystwa Akcyjnego dla Przemysłu Naftowego czy Towarzystwa Ubezpieczeniowego „Atlas”. Był przewodniczącym żydowskiego stowarzyszenia „Agudas Achim” (hebr. Przymierze Braci; wraz z nim m.in. syn Zygmunta Ruckera – Jan). Piepes działał jako członek, następnie wiceprezes Gremium Aptekarzy Galicji Wschodniej, a w 1892 roku przyznano mu tytuł „seniora". Jego głównym celem w czasie sprawowania tych funkcji było osłabianie konfliktów pomiędzy właścicielami a pracownikami aptek. W 1894, w czasie Wystawy Krajowej we Lwowie, zorganizował pawilon sanitarny. W 1900 roku zaczął używać nazwiska Piepes-Poratyński. W 1904 roku zmarł w Wiedniu w drodze powrotnej do Lwowa. Został pochowany na cmentarzu lwowskim. Jego portret zawieszono w sali posiedzeń Izby Przemysłowo-Handlowej we Lwowie.

## Działalność polityczna
Jakub Piepes był zwolennikiem poglądów demokratycznych; należał do Towarzystwa Narodowo-Demokratycznego. Popierał integrację Żydów, rozwinął na tym polu wieloaspektową działalność, jednocześnie odcinając się od wszystkich inicjatyw wychodzących z pozycji religijnej. W 1874 napisał ustawę o reformie gremiów aptekarskich, dzięki której Ministerstwo Spraw Wewnętrznych utworzyło Gremia: Aptekarzy Galicji Wschodniej i Aptekarzy Galicji Zachodniej. Od r. 1877 aż do śmierci zasiadał w Radzie Miejskiej miasta Lwowa. Był członkiem zarówno sekcji IV odpowiadającej za sprawy bezpieczeństwa, porządku, zdrowia i spraw policyjnych, jak i komisji dla niestałych dochodów miejskich. W 1881 roku został wybrany do Izby Handlowej i Przemysłowej we Lwowie, której później został wiceprezesem. Brał także czynny udział w kierowaniu Fundacją barona Maurycego Hirscha dla Popierania Szkolnictwa Ludowego w Królestwie Galicji i Lodomerii z Wielkim Księstwem Krakowskim i w Księstwie Bukowiny, która przyczyniła się do reformy szkolnictwa i ożywienia życia kulturalnego Galicji. Od 1897 roku był członkiem C. K. Rady Szkolnej Krajowej, zasiadając w sekcji III dla szkół przemysłowych i handlowych. W latach 1900–1904 był członkiem C. K. Krajowej Rady Zdrowia. W 1897 roku został wybrany posłem na IX kadencję austriackiej Rady Państwa, w której był referentem i rzecznikiem spraw ekonomicznych. Tam też dołączył do Koła Polskiego. W organizacji tej pracował w wydziale ekonomicznym, przemysłowym i socjalno-politycznym; w szczególności zabiegał o rozwój ekonomiczny Galicji.
Przed 1900 został odznaczony Krzyżem Kawalerskim Orderu Franciszka Józefa.